# Tadżykistan na Letnich Igrzyskach Paraolimpijskich 2016
Tadżykistan na Letnich Igrzyskach Paraolimpijskich 2016 w Rio de Janeiro reprezentował jeden mężczyzna, startujący w lekkoatletyce. Był to czwarty występ reprezentacji Tadżykistanu na letnich igrzyskach paraolimpijskich (poprzednie miały miejsce w 2004, 2008 i 2012). 

## Wyniki

### Lekkoatletyka
Mężczyźni
| Zawodnik               | Konkurencja            | Eliminacje | Eliminacje | Finał    | Finał   | Źródło |
| Zawodnik               | Konkurencja            | Rezultat   | Miejsce    | Rezultat | Miejsce | Źródło |
| ---------------------- | ---------------------- | ---------- | ---------- | -------- | ------- | ------ |
| Romichudo Dodichudojew | bieg na 100 metrów T47 | 12,89      | 7          | NQ       | NQ      | [ 2 ]  |
| Romichudo Dodichudojew | bieg na 400 metrów T47 | 56,34      | 5          | NQ       | NQ      | [ 3 ]  |